# Dante Fortini
Dante Fortini (Vigarano Mainarda, 26 aprile 1935 – Perugia, 16 marzo 2012) è stato un allenatore di calcio e calciatore italiano, di ruolo attaccante.
È morto il 16 marzo 2012 dopo una lunga malattia.

## Caratteristiche tecniche
Attaccante di movimento, aveva un grande senso tattico, più al servizio dei compagni che come realizzatore.

## Carriera

### Giocatore
Ha iniziato la carriera nelle giovanili della SPAL; a vent'anni, quando stava per trasferirsi al Bologna, ha subito un grave infortunio al ginocchio, in seguito al quale la società felsinea decise di non tesserarlo.
Ha poi giocato per undici stagioni consecutive, otto delle quali in Serie C, con il Perugia, con cui ha esordito il 23 settembre 1956 in una partita vinta per 7-1 contro il Terracina, nella quale ha segnato una doppietta. Ha inanellato un totale di 360 partite con la squadra umbra, diventandone il giocatore con più presenze nella storia; insieme a Pierluigi Frosio, quest'ultimo capitano dei grifoni tra gli anni 1970 e 1980, è inoltre l'unico ad aver superato la soglia delle 300 presenze con la maglia biancorossa.

### Allenatore
Una volta smessi i panni di calciatore, nella stagione 1966-1967 è rimasto nei ranghi del Perugia, voluto dal tecnico Guido Mazzetti come suo vice nell'annata che ha segnato il ritorno dei biancorossi in Serie B dopo diciannove anni. In seguito è passato alla Ternana, lavorando per alcuni anni come allenatore in seconda di Corrado Viciani e del suo successore Umberto Pinardi; dopo l'esonero di quest'ultimo, nel 1970, ha assunto per un breve periodo la guida della squadra rossoverde fino all'assunzione di Serafino Montanari come nuovo tecnico.
In seguito, dopo aver allenato per una stagione nel settore giovanile della Ternana, ha guidato per una stagione il Sansepolcro in Serie D e per un anno il Foligno, nella stessa categoria. Nella stagione 1973-1974 ha invece guidato gli abruzzesi del Giulianova, in Serie C; l'esperienza con la squadra giallorossa termina però con un esonero in favore di Nicola Tribuiani, che guiderà la squadra al 9º posto in classifica. In seguito ha guidato per tre stagioni consecutive il Barletta, subentrando a Carlo Matteucci nella stagione 1974-1975 e venendo sostituito, dopo due salvezze consecutive, a metà della stagione 1976-1977 da Vincenzo Margiotta e per una stagione il Campobasso, con cui nella stagione 1977-1978 dopo aver chiuso il girone d'andata al secondo posto in classifica a 2 punti dal primo posto ha ottenuto un 7º posto in Serie C che ha consentito alla squadra del capoluogo molisano di partecipare alla nascente Serie C1 nella stagione successiva. Nella stagione 1978-1979 Fortini è passato alla Cremonese del presidente Domenico Luzzara, sulla cui panchina ha sostituito Giovanni Galeone ottenendo un 9º posto in classifica in Serie C1.
Dopo una stagione in Serie C2 alla guida dell'Igea Virtus, nella stagione 1980-1981 ha allenato per alcune partite la Turris, senza riuscire ad impedirne la retrocessione in Serie C2; negli anni 1980 ha allenato anche il Bisceglie (nella stagione 1988-1989, nel campionato di Serie C2), la Fidelis Andria, nuovamente il Foligno (in Serie C1 nella stagione 1983-1984), il Venezia (in Serie C2) e gli umbri del Bastia, nel Campionato Interregionale.
Nella stagione 1991-1992 ha lavorato in Serie A all'Ascoli come vice prima di Giancarlo De Sisti e successivamente di Massimo Cacciatori, sedendo in panchina in alcune occasioni a causa delle squalifiche di quest'ultimo; rimase poi nel club marchigiano anche nella stagione successiva, in Serie B, sempre come vice di Cacciatori, per poi terminare a fine stagione la carriera da allenatore.